# Kate Price
Kate Price, nata Katherine Duffy (Cork, 13 febbraio 1872 – Woodland Hills, 4 gennaio 1943), è stata un'attrice irlandese naturalizzata statunitense.
Zia dell'attrice Mary Charleson e sorella maggiore di Jack Duffy, un attore che proveniva da vaudeville, Kate Price girò, nella sua carriera che durò fino ai tardi anni trenta, oltre trecento film, la gran parte dei quali all'epoca del muto.
Fece la sua prima apparizione sullo schermo nei primissimi anni dieci, dapprima lavorando alla Vitagraph per poi passare alla Keystone. Recitò a fianco di 'Fatty' Arbuckle e di Buster Keaton.

## Filmografia

### Attrice

#### 1910
- Jack Fat and Jim Slim at Coney Island (1910)

#### 1911
- Two Overcoats (1911)
- The Latent Spark (1911)
- The Woes of a Wealthy Widow (1911)
- The Return of 'Widow' Pogson's Husband (1911)
- Captain Barnacle's Baby, regia di Van Dyke Brooke (1911)
- Wages of War, regia di Van Dyke Brooke (1911)
- Foraging (1911)
- Her Crowning Glory, regia di Laurence Trimble (1911)
- How Millie Became an Actress (1911)
- Daddy's Boy and Mammy (1911)
- Selecting His Heiress, regia di William Humphrey (1911)
- Lady Godiva, regia di J. Stuart Blackton (1911)
- Wisteria Memories, regia di Edwin R. Phillips (1911)
- An Innocent Burglar, regia di Van Dyke Brooke (1911)
- His Last Cent, regia di Van Dyke Brooke (1911)
- Hypnotizing the Hypnotist, regia di Larry Trimble (1911)
- A Slight Mistake, regia di William Humphrey (1911)
- Vanity Fair, regia di Charles Kent (1911)
- A Doubly Desired Orphan (1911)

#### 1912
- Father and Son (1912)
- Captain Barnacle's Messmates, regia di Van Dyke Brooke (1912)
- The First Violin, regia di Van Dyke Brooke (1912)
- Umbrellas to Mend (1912)
- Bunny and the Twins (1912)
- Stenographers Wanted (1912)
- The Diamond Brooch (1912)
- The Great Diamond Robbery (1912)
- The Old Silver Watch (1912)
- Her Forgotten Dancing Shoes (1912)
- The Jocular Winds of Fate, regia di Van Dyke Brooke, Maurice Costello (1912)
- Captain Jenks' Diplomacy, regia di Van Dyke Brooke (1912)
- How He Papered the Room (1912)
- The Old Kent Road, regia di Van Dyke Brooke e Maurice Costello (1912)
- The Red Ink Tragedy (1912)
- Diamond Cut Diamond (1912)
- An Eventful Elopement, regia di William V. Ranous (1912)
- Who's to Win?, regia di Frederick A. Thomson (1912)
- Pandora's Box, regia di Laurence Trimble (1912)
- Her Old Sweetheart, regia di Albert W. Hale (1912)
- A Lively Affair, regia di James Young (1912)
- A Juvenile Love Affair, regia di Charles Kent (1912)
- Vultures and Doves (1912)
- The Lovesick Maidens of Cuddleton, regia di George D. Baker (1912)
- The Bond of Music, regia di Charles Kent (1912)
- Captain Barnacle's Legacy, regia di Van Dyke Brooke (1912)
- She Wanted a Boarder, regia di Edwin R. Phillips (come Edward R. Phillips) (1912)
- Improvvisato abito da ballo (Nothing to Wear), regia di William Humphrey (1912)
- As You Like It, regia di James Stuart Blackton, Charles Kent e James Young (1912)
- An Elephant on Their Hands, regia di Frederick A. Thomson (1912)
- Father's Hot Toddy (1912)
- A Mistake in Spelling, regia di James Young (1912)
- An Expensive Shine (1912)
- The Professor and the Lady, regia di Ralph Ince (1912)
- The Model for St. John, regia di James Young (1912)
- The Servant Problem; or, How Mr. Bullington Ran the House, regia di W.A. Tremayne (1912)
- In the Flat Above, regia di James Young (1912)
- The Eavesdropper, regia di James Young (1912)
- O'Hara, Squatter and Philosopher, regia di Van Dyke Brooke (1912)
- The Absent-Minded Valet, regia di Frederick A. Thomson (come Frederick Thomson) (1912)
- Too Many Caseys (1912)
- All for a Girl, regia di Frederick A. Thomson (1912)

#### 1913
- Casey at the Bat, regia di James Young (1913)
- O'Hara Helps Cupid, regia di Van Dyke Brooke (1913)
- The Little Minister, regia di James Young (1913)
- The Bringing Out of Papa, regia di Ralph Ince (1913)
- Ma's Apron Strings, regia di Frederick A. Thomson (1913)
- The Widow's Might, regia di James Young (1913)
- Omens and Oracles, regia di Bert Angeles (1913)
- The Education of Aunt Georgiana, regia di Maurice Costello, Robert Gaillard (1913)

#### 1914
- Nipote stile moderno (Jerry's Uncle's Namesake), regia di L. Rogers Lytton e James Young (1914)[1]
- Officer John Donovan
- Goodness Gracious
- A Million Bid, regia di Ralph W. Ince (1914)
- Bunny's Birthday
- Mrs. Maloney's Fortune
- The Spirit and the Clay
- Fanny's Melodrama
- The Old Fire Horse and the New Fire Chief
- The Countess Veschi's Jewels
- Mr. Bunnyhug Buys a Hat for His Bride
- Mr. Bingle's Melodrama
- The Gang, regia di Ned Finley - cortometraggio (1914)
- Lily of the Valley, regia di Wilfrid North (1914)
- Sweeney's Christmas Bird

#### 1915
- Between Two Fires, regia di Cortland Van Deusen (1915)
- The Lady of Shalott, regia di C.J. Williams (1915)

#### 1916
- When Hooligan and Dooligan Ran for Mayor, regia di Wally Van - cortometraggio (1916)
- In Arcadia, regia di Cortland Van Deusen (1916)
- Fat and Fickle

#### 1918
- Smashing the Plot
- Amore d'artista (Amarilly of Clothes-Line Alley), regia di Marshall Neilan (1918)
- Humdrum Brown
- The Seal of Silence, regia di Thomas R. Mills (1918)
- Buonanotte, infermiera (Good Night, Nurse!), regia di Fatty Arbuckle (1918)
- The Ghost of Rosy Taylor
- The Wooing of Riley
- Money Isn't Everything, regia di Edward Sloman (1918)
- The Iron Test
- Il cavaliere dell'Arizona (Arizona), regia di Douglas Fairbanks e, non accreditato, Albert Parker (1918)
- The Mantle of Charity

#### 1919
- Love, regia di Roscoe 'Fatty' Arbuckle (1919)
- Put Up Your Hands!
- Perils of Thunder Mountain
- Tin Pan Alley, regia di Frank Beal (1919)

#### 1920
- Telemachus, Friend
- The Devil's Riddle
- Bright Skies, regia di Henry Kolker (1920)
- The Figurehead, regia di Robert Ellis (1920)
- Dinty

#### 1921
- That Girl Montana

#### 1922
- Come on Over, regia di Alfred E. Green (1922)

#### 1923
- Broken Hearts of Broadway, regia di Irving Cummings (1923)
- La voragine splendente (The Dangerous Maid), regia di Victor Heerman (1923)

#### 1925
- The Unchastened Woman, regia di James Young (1925)
- Le tre grazie (Sally, Irene and Mary), regia di Edmund Goulding (1925)

#### 1926
- Ragione per cui (Memory Lane), regia di John M. Stahl (1926)

- Mountains of Manhattan, regia di James P. Hogan (1927)
- Via Belgarbo (Quality Street), regia di Sidney Franklin (1927)

#### 1930
- Amor gitano (The Rogue Song), regia di Lionel Barrymore, Hal Roach (1930)